# 용암봉
용암봉은 북한산 노적봉과 용암문 사이에 있는 봉우리로 해발고도는 616m이다.
행정구역상 서울특별시 강북구 우이동에 속한다.

## 명칭
봉우리 모양이 용처럼 생긴 데에서 유래하여 용암봉이 되었다.

## 특징
용암문에서 봉우리와 만경대를 거쳐서 위문으로 이어지는 리지산행 코스가 알려져 있다. 하지만 정식 등산로가 아니라서 등산장비 없이는 오르기 어렵다. 
용암문 근처에는 산영루 폭포가 있고 또한 꽃돼지 바위가 존재한다.